# Iraks nationella kongress
Iraks nationella kongress (INK), arabiska: المؤتمر الوطني العراقي; Al-Moutammar Al-Watani Al-'Iraqi, engelska: Iraqi National Congress, är ett irakiskt politiskt parti vars nuvarande status är oklar, om partiet är aktivt eller ej.

## Historik
I maj 1991, cirka två månader efter att Kuwaitkriget avslutades, signerade USA:s 41:a president George H.W. Bush (R) ett direktiv som beordrade USA:s underrättelsetjänst Central Intelligence Agency (CIA) att ta fram olika alternativ på hur man skulle få Iraks president Saddam Hussein avsatt utan militärt ingripande. CIA tog fram bland annat att man skulle starta ett politiskt parti i syfte att samordna aktioner mot Saddam Hussein och hans regim. CIA anlitade PR-firman Rendon Group för att hjälpa dem att grunda partiet. I juni 1992 anordnade USA ett möte i Wien i Österrike och där fler än 200 representanter bland annat kurder (däribland Kurdistans demokratiska parti (KDP) och Kurdistans patriotiska union (PUK)), assyrier samt arabiska nationalister närvarade och hade överläggningar. I oktober meddelade Högsta islamiska rådet i Irak och Islamiska Dawapartiet att man skulle inleda samarbete med INK och partiets ledarskap bestämdes. Den som blev utsedd till partiledare var Ahmed Chalabi.
Partiet och Chalabi var till störst del finansierad av CIA, USA:s utrikesdepartement och USA:s försvarsdepartement. USA:s inverkan på INK ledde dock till att INK ansågs av vissa att inte vara någon rättmätig irakisk politisk opposition. I maj 1994 förklarade KDP och PUK krig mellan varandra och det irakisk-kurdiska inbördeskriget bröt ut. KDP sökte stöd från Saddam Hussein för att återta staden Erbil från PUK, som fick stöd av Iran. Irak satte in uppemot 30 000 soldater och staden togs tillbaka, Irak såg dock sin chans och avrättade både kurder och medlemmar ur INK. USA fick gripa in och USA:s justitieminister Janet Reno utfärdade 1996 amerikanska evakueringstillstånd till uppemot 6 500–6 700 irakier, däribland medlemmar ur INK, att de fick omlokaliseras akut till Guam på kort varsel. Iraks underrättelsetjänst hade lagt märke till partiet och dess medlemmar, främst efter ett misslyckat kuppförsök året före. År 1998 kunde dock KDP och PUK enas om ett fredsfördrag i Washington, D.C. efter påtryckningar från USA.
Samma år drev USA:s kongress igenom lagen Iraq Liberation Act of 1998 och där det fastslog att USA skulle stödja alla försök till att avsätta Saddam Hussein och hans regim. Lagen sa också att 97 miljoner amerikanska dollar skulle användas för att förse den irakiska oppositionen med militärt stöd, största delen av det gick till INK. I mars 2002 hävdade den amerikanske journalisten Seymour Hersh i The New Yorker att INK höll egentligen på med sabotage mot statliga egendomar och infrastruktur inom Irak. Han hävdade också att det amerikanska försvarsdepartementet ansåg fortfarande att INK var de enda som var lämpliga att föra en opposition mot Saddam Hussein, trots att före detta CIA-anställda ansåg att INK föresåg CIA med endast undermålig underrättelseinformation. Chalabis trovärdighet var också ifrågasatt. I mars 2003 blev Irak invaderad av USA och dess allierade länder för att avsätta Saddam Hussein en gång för alla. Det var diskussioner om att Chalabi var en av de drivande bakom invasionen på grund av politiska motiv och hans vänskap till amerikanska toppolitiker och inflytelserika statstjänstemän såsom Dick Cheney, Douglas J. Feith, William J. Luti, Newt Gingrich, Richard Perle och Paul Wolfowitz. Mellan 1992 och fram till invasionen hade USA pumpat in mer än 100 miljoner dollar i INK, utöver det militära stöd de fick 1998.
Många trodde att Chalabi skulle bli interimspremiärministern efter Saddam Hussein men det blev istället Iyad Allawi (Iraks nationella överenskommelse), vilket gjorde Chalabi och hans anhängare rasande och började sätta sig upp mot USA. Han började bli en stark kritiker till invasionen, ockupationsmakten och till den temporära regeringen. Detta sågs inte med blida ögon från amerikanskt håll. I maj 2004 beordrades det razzior mot Chalabi och INK och dessa genomfördes av irakisk polis med hjälp av amerikansk militär och civilklädd amerikansk personal. USA ville inte kommentera det närmare och ansåg att det var Irak som var den drivande parten i räderna. Enligt nyhetsmedia misstänkte USA att Chalabi och INK hade bistått Iran med amerikansk underrättelse- och annan känslig information. Det rapporterades senare om att det var just Paul Bremer, chefen för den provisoriska koalitionsmyndigheten, som beordrade räderna på grund av Iran-uppgifterna, dock avfärdades detta av Bremers talesperson. Under samma månad meddelade USA:s försvarsdepartement att finansieringen av partiet från amerikanskt håll skulle upphöra.
Partiet ställde upp i parlamentsvalet i Irak i december 2005 men fick då bara 30 000 av tolv miljoner tillgängliga röster. Den 3 november 2015 avled Chalabi av en hjärtinfarkt.